# Genética de poblaciones

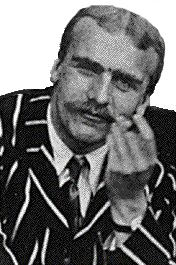
J.S.Haldane

La genética de poblaciones es la rama de la genética cuyo objetivo es describir la variación y distribución de la frecuencia alélica para explicar los fenómenos evolutivos, y así es sentada definitivamente dentro del campo de biología evolutiva. Para ello, define a una población como un grupo de individuos de la misma especie que están aislados reproductivamente de otros grupos afines, en otras palabras es un  grupo de organismos que comparten el mismo hábitat y se reproducen entre ellos. Estas poblaciones, están sujetas a cambios evolutivos en los que subyacen cambios genéticos, los que a su vez están influidos por factores como la selección natural, la deriva genética, el flujo genético, la mutación y la recombinación genética.
Así, la genética de poblaciones es un elemento esencial de la síntesis evolutiva moderna. Sus principales fundadores, Sewall Wright, J.B.S. Haldane y Ronald Fisher, establecieron además las bases formales de la genética cuantitativa. Las obras fundacionales de la genética de poblaciones son The Genetical Theory of Natural Selection (Fisher 1930), Evolution in Mendelian Populations (Wright 1931) y The Causes of Evolution (Haldane 1932). Mientras que al principio se trataba de una disciplina altamente basada en análisis matemáticos, la genética de poblaciones moderna incluye aportaciones basadas en trabajos teóricos, prácticos y de campo. El tratamiento de datos informático, gracias a la teoría de la coalescencia, ha permitido el avance de este campo a partir de los años 1980.

## Historia

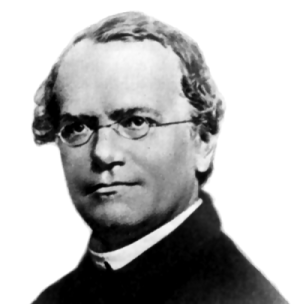
Gregor Mendel descubridor de las leyes básicas de la herencia genética

La genética de poblaciones comenzó como una reconciliación de modelos de las leyes de Mendel y la bioestadística. Un paso clave fue la contribución del biólogo británico Ronald Fisher. En una serie de papeles comenzando en 1918 y culminando en su libro de 1930 The Genetical Theory of Natural Selection (La Teoría Genética de la Selección Natural), en lo cual Fisher mostró que se podría producir la variación continua medida por los bioestadísticos mediante las acciones combinadas de muchos genes discretos, y que la selección natural podría cambiar la frecuencia alélica en una población, resultando en la evolución de la población. En una serie de papeles que comenzó en 1924, otro genético británico, J.B.S. Haldane, resolvió la matemática de los cambios en las frecuencias alélica del locus de un gen singular y bajo una ancha gama de condiciones. Haldane también usó un análisis estadístico con ejemplos del mundo verdadero de la selección natural, como la evolución del melanismo industrial. Mostró Wright que las coeficientes de la selección podrían ser más grandes que Fisher había asumido, llevando a una evolución adaptable más rápida.
El biólogo estadounidense Sewall Wright, con antecedentes en experimentos de cría de animales, se centró en combinaciones de genes que interactuaron y en los efectos de endogamia en poblaciones que son pequeñas y relativamente aisladas y que exhiben deriva genética, siempre más probable en pequeñas poblaciones. En 1932, Wright introdujo el concepto de un paisaje adaptable. Arguyó que la deriva genética y la endogamia podrían resultar en una población pequeña y aislada alejándose de una cumbre adaptable y que dejaron que la selección natural llevó a la población a cumbres adaptables distintas.
Se consideran Fisher, Haldane y Wright como los fundadores de la disciplina de la genética de poblaciones. Se integró la selección natural con las leyes de Mendel, el paso primer y crítico en el desarrollo de una teoría unificada de cómo funciona la evolución. John Maynard Smith fue alumno de Haldane, mientras las escrituras de Fisher inspiraron a William Donald Hamilton. El estadounidense George R. Price trabajó con Hamilton y Maynard Smith. Wright influyó mucho al estadounidense Richard Lewontin y el japonés Motoo Kimura.

### Selección contra deriva genética
Fisher y Wright tuvieron unos desacuerdos fundamentales sobre el papel de la selección y la deriva genética.
El biólogo británico E.B. Ford, el pionero de la genética ecológica, demostró de forma continua durante los años 1930 y 1940 el poder de la selección debida a factores ecológicos, que incluyeron la capacidad de mantener la diversidad genética a través del polimorfismo, por ejemplo el grupo sanguíneo en seres humanos. El trabajo que hizo Ford, en colaboración con Fisher, contribuyó a la síntesis moderna evolutiva, que hizo énfasis en la selección natural más que en la deriva genética.
Sin embargo, estudios recientes de los transposones de los eukaryota, y su impacto en la especiación, apuntan un papel central a procesos que no son adaptables, como la mutación y la deriva genética, las cuales son vistas también como factores principales en la evolución de complejidad de la genoma.

## Cuatro Procesos

### Selección natural
La selección natural es el proceso mediante el cual ciertas características de un individuo hacen que sea más probable su supervivencia y reproducción. La selección natural actúa sobre fenotipos, o las características observables de organismos, pero la base genética hereditaria de cualquier fenotipo que da una ventaja reproductiva se hará más común en la población.

### Deriva genética
La deriva genética es el cambio en la frecuencia alélica de las especies como efecto estocástico del muestreo aleatorio en la reproducción y la pérdida de alelos por  azar. Los alelos de los hijos son un muestreo aleatorio de los alelos de los padres. Los cambios en la deriva genética no son a consecuencia de selección natural, y pueden ser beneficiosos, neutrales o negativos para la reproducción y supervivencia.
Cuando existen muchas copias de un alelo en una población, el efecto de la deriva genética es menor que cuando los alelos se presentan en menos copias. Científicos han tenido debates vigorosos sobre la importancia relativa de la deriva genética en comparación con la selección natural. Ronald Fisher dijo que la deriva genética solo participa un papel menor en la evolución, un punto de vista que fue dominante por varias décadas. En 1968 Motoo Kimura reavivó el debate con la teoría neutralista de la evolución molecular, la cual dice que mutaciones neutrales y la deriva genética causan la mayoría de los cambios en la materia genética. John H Gillespie ha criticado la conjetura de la participación activa de la deriva genética mediante errores de muestreo en la evolución. También arguyó Will Provine, que la selección en sitios enlazados es una fuerza estocástica.
Se describen la población genética de la deriva genética o usando procesos de ramificación o usando una ecuación de difusión que describe los cambios en la frecuencia alélica. Normalmente abordan estos procesos a los modelos de genética de poblaciones de Wright-Fisher y John Moran. Si asume que deriva genética es la única fuerza evolutiva que actúa en un alelo, después de t generaciones en muchas poblaciones replicadas, empezando con las frecuencias alélicas de p y q, la varianza en frecuencias alélicas sobre esas poblaciones es:
{\displaystyle V_{t}\approx pq\left(1-\exp \left\{-{\frac {t}{2N_{e}}}\right\}\right).}

### Mutación

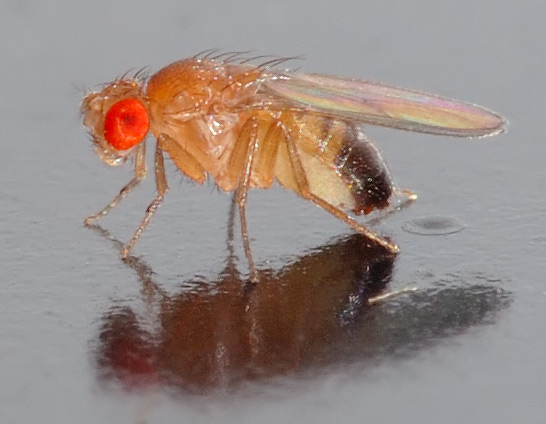
Drosophila melanogaster

Las mutaciones son las principales fuentes de variabilidad genética en la forma de nuevos alelos. Pueden dar lugar a varios tipos de cambios en las secuencias del ADN; estos cambios pueden tener efectos neutros, positivos (alterando el producto génico) o negativos (impidiendo que funciona el gen). Estudios de la mosca Drosophila melanogaster sugieren que si un gen tiene modificaciones sobre un producto proteico hay una probabilidad del 70% de que esto sea dañino, siendo el 30% restante de carácter  neutro o de poco beneficio para el organismo. Las mutaciones pueden implicar grandes secciones de ADN que, siendo duplicadas mediante procesos de recombinación, se deleccione o duplique. Otra posibilidad es que las mutaciones puntuales insercionan o delecciónan nucleótidos sueltos o pequeñas secuencias.
Estas duplicaciones son una fuente principal de materiales crudos que forman la evolución de nuevos genes, con entre decenas y cientos de genes duplicándose de esta forma cada millón de años. La mayoría de estos genes son partes de familias génicas más grandes, hechas de genes homólogos con antepasados compartidos. Se usan varios métodos para producir genes novedosos y los más comunes son la duplicación, la mutación de un gen ancestral y la recombinación de partes de genes distintos para formar combinaciones nuevas con funciones nuevas. Dominios proteicos actúan como módulos, cada uno con una función particular e independiente que se pueden mezclar entre sí y así producir genes que codifican nuevas proteínas con propiedades novedosas. Por ejemplo, el ojo humano usa cuatro genes para hacer estructuras que sienten luz: tres genes de conos para la percepción del color y un gen de bastón para la visión nocturna; los cuatro vinieron de un solo gen ancestral.

### Flujo genético
El flujo genético o migración es la transferencia de alelos de genes de una población a otra gracias a diferentes factores como la movilidad. Usualmente se da entre la misma especie, formándose híbridos cuando se da el caso contrario (al proceso de flujo genético entre especies se le denomina transferencia horizontal ).

## Variabilidad
Cabe destacar, que la pérdida de variabilidad genética en las poblaciones trae consigo dos graves problemas[cita requerida]:
1. Corta la posibilidad de que el hombre pueda realizar mejoramiento genético en la especie.
2. Disminuye la eficacia biológica (fitness) de las especies ante nuevos cambios ambientales.

Por su parte, la presencia de variabilidad genética es deseable no solo para mejoramiento genético o conservación de especies, ya que el rol fundamental de la variabilidad genética es ser la materia prima para los procesos evolutivos, sin variabilidad no hay evolución. La interacción de estos factores con las poblaciones en el tiempo, permite la existencia de gran número de especies con variadas estructuras poblacionales y formas de vida.

## Complicaciones

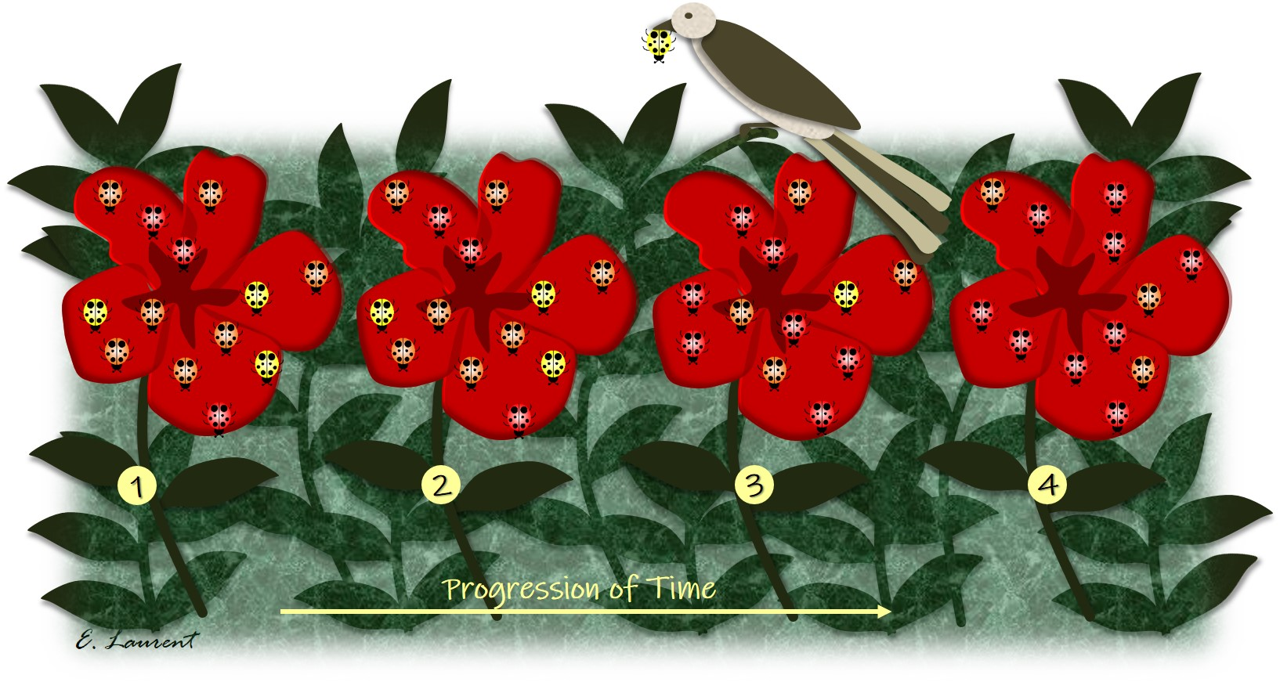
La ilustración muestra el efecto de la presión selectiva sobre una población de mariquitas en el proceso de selección natural.

Los modelos básicos de genética de poblaciones consideran solo un gen a la vez. En la práctica, la epistasia y el ligamiento entre los locis pueden resultar muy importantes.

### Epistasia
La epistasia es la interacción que surge entre diferentes genes al expresar un determinado carácter fenotípico debido a la acción que ejercen uno o varios genes sobre la acción de un gen concreto. Al gen cuyo fenotipo se está expresando se le llama epistático mientras al suprimido o alterado se le denomina hipostático.

### Ligamiento
El ligamiento es la asociación física entre dos locis, es decir, su cercanía en la misma hebra de ADN repercute negativamente en su frecuencia de recombinación entre ellos durante la meiosis, y por tanto, se aumenta la probabilidad de una herencia genética conjunta. Por tanto la recombinación rompe este ligamiento de una manera muy lenta, siendo un problema para los modelos genéticos de la población que tratan un locus del gen a la vez. Se puede, sin embargo, explotar esta característica como un método para la detección de la acción de la selección natural a través de barridos selectivos.